# Zamek Wartburg

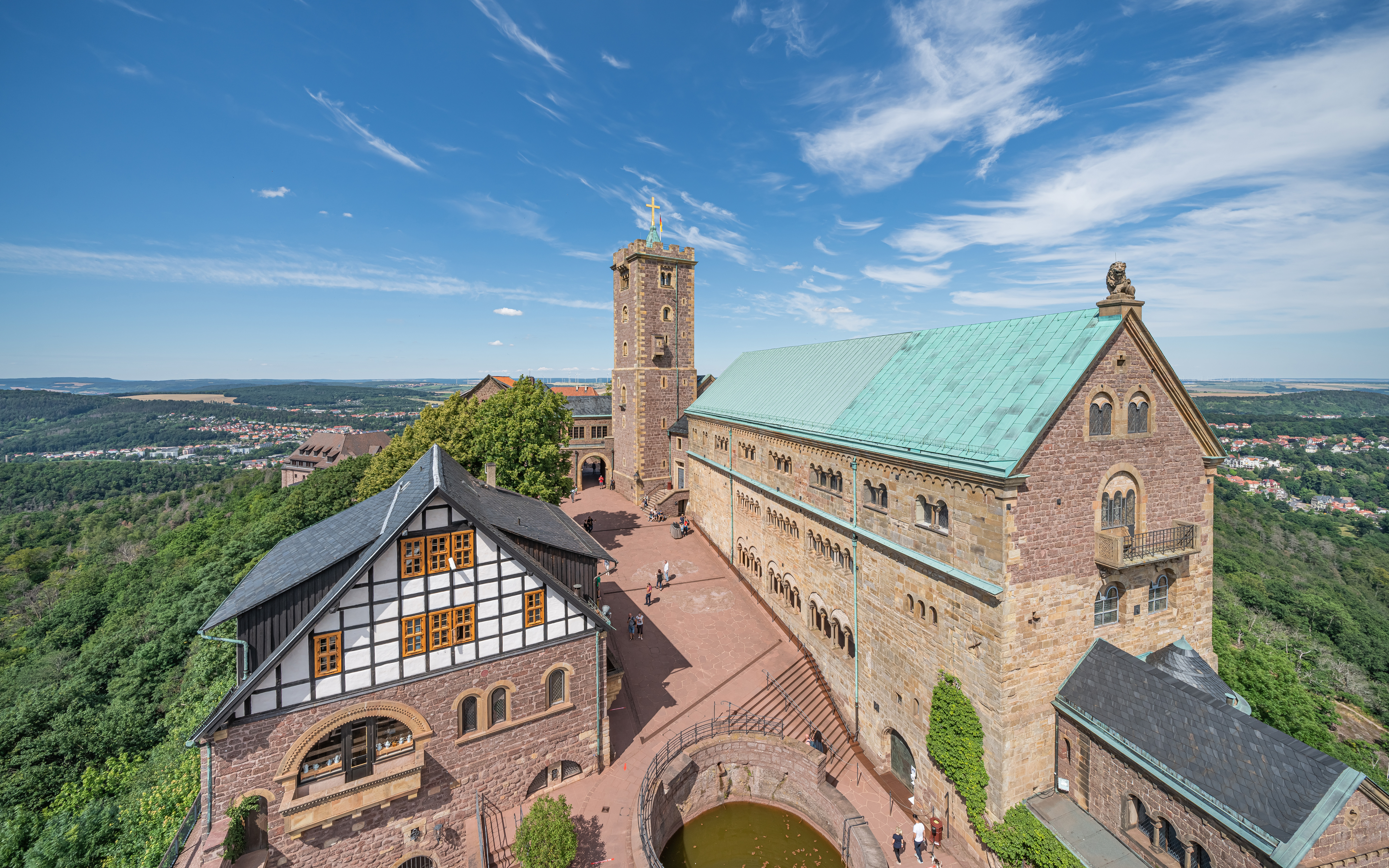
Dziedziniec zamku Wartburg widziany z wieży zamkowej

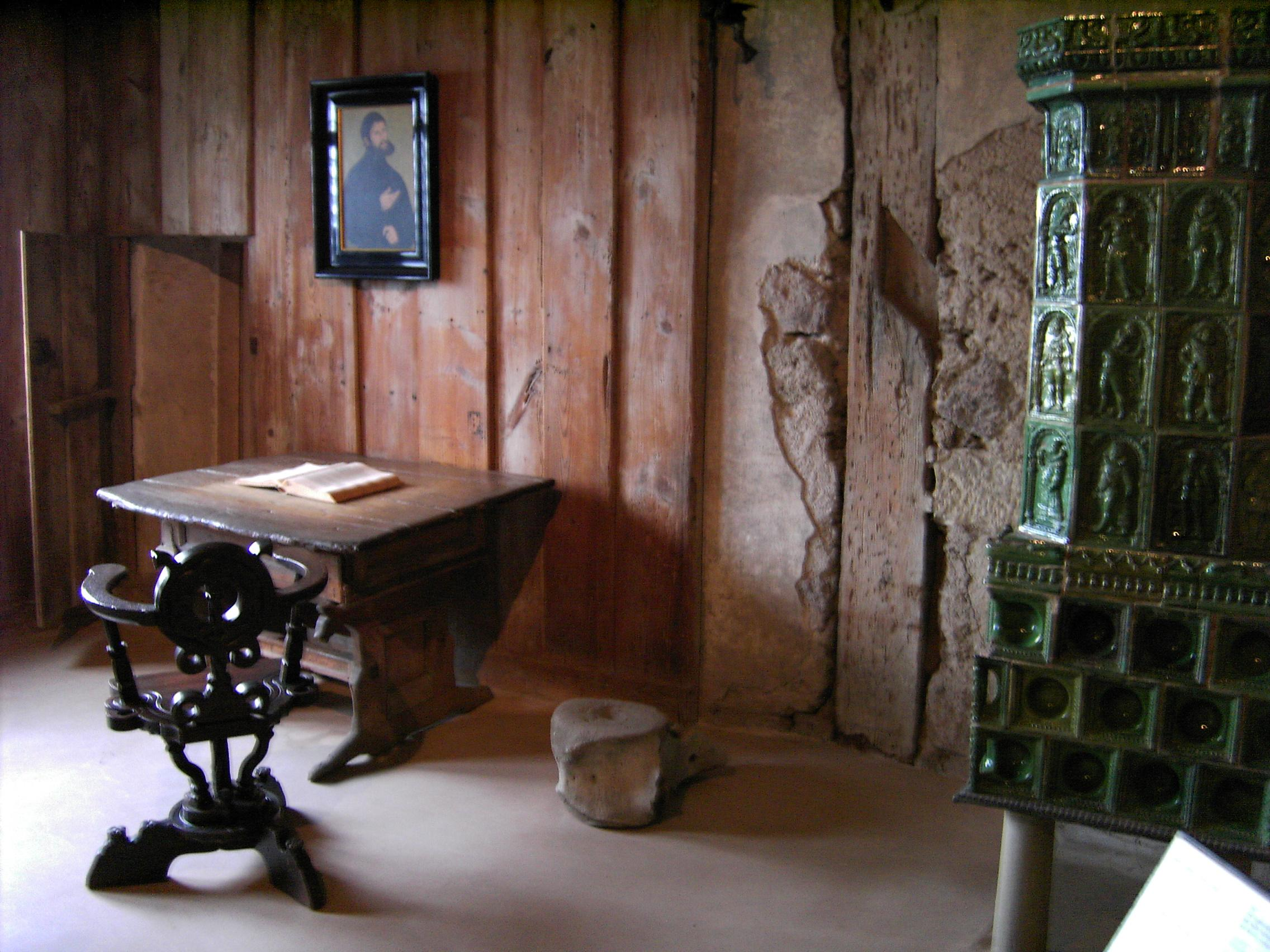
Pokój Marcina Lutra na zamku w Wartburgu

Zamek Wartburg – zamek warowny znajdujący się w Turyngii (Niemcy) w pobliżu miasta Eisenach, od 1999 będący na liście światowego dziedzictwa kultury UNESCO.
W latach 1521–1522 na zamku ukrywał się inicjator reformacji Marcin Luter. Powstał tu jego przekład Nowego Testamentu na język niemiecki.

## Historia
Zamek wybudowany został prawdopodobnie w 1067 r. przez hrabiego Ludwika Skoczka z rodu Ludowingów (od 1130 r. dynastia rządząca), zaś pierwsza pisemna wzmianka o nim pochodzi z 1080 r. Za panowania landgrafa Ludwika II Żelaznego powstała w latach 1156–1162 reprezentacyjna mieszkalna część zamku. Za panowania Hermana I (1190–1216) był jednym z centrów średniowiecznej poezji niemieckiej – przebywali na nim m.in. Wolfram z Eschenbach (twórca Parsifala) oraz Walther von der Vogelweide. W latach 1221–1227 na zamku mieszkała św. Elżbieta z Turyngii, patronka zakonu elżbietanek i III zakonu św. Franciszka. Po wygaśnięciu dynastii Ludowingów w połowie XIII wieku zamek przeszedł we władanie dynastii Wettynów i stracił na znaczeniu, o czym świadczą materiały budowlane stosowane w późniejszych przebudowach – zamiast drogich murów kamiennych stosowano tańszy pruski mur.
Aby ocalić Marcina Lutra od prześladowań Fryderyk III Mądry upozorował napad na niego i jego śmierć, a następnie pod przybranym imieniem rycerza Jerzego ukrył na zamku w Wartburgu. W tym odosobnieniu spędził Luter w sumie 10 miesięcy, a w trakcie pobytu tam studiował język hebrajski i grecki, przekładał psalmy, pisał traktaty, ale przede wszystkim dokonał tłumaczenia na język niemiecki Nowego Testamentu, jako pierwowzoru używając tekstu greckiego.
Ponadto oprócz Marcina Lutra na zamku przebywał wielokrotnie Johann Wolfgang von Goethe, uważany za najwybitniejszego poetę niemieckiego. Stąd zamek uchodził w XIX wieku za jeden z niemieckich symboli narodowych.
18 października 1817 na zamku odbyła się demonstracja radykalnych patriotów niemieckich, głównie studentów, pod nazwą Wartburgfest. Podczas świętowania trzechsetnej rocznicy rozpoczęcia reformacji przez Marcina Lutra, studenci, dokonując symbolicznej egzekucji, wrzucili do ogniska symbole władzy oraz „nieniemieckie” książki, na przykład Kodeks Napoleona.
W latach pięćdziesiątych i sześćdziesiątych XIX wieku poddano go rekonstrukcji – tak jak to wówczas rozumiano, czyli w stylu historyzmu, budując wiele zupełnie nowych obiektów.

## Zamek w sztuce
Do historycznych początków zamku i jego ówczesnych mieszkańców nawiązuje opera Richarda Wagnera „Tannhäuser” (Tannhäuser i turniej śpiewaczy na Wartburgu).